# Любець
Любець (пол. Lubiec) — село в Польщі, у гміні Щерцув Белхатовського повіту Лодзинського воєводства.
Населення — 224 особи (2011).
У 1975-1998 роках село належало до Пйотрковського воєводства.

## Демографія
Демографічна структура станом на 31 березня 2011 року:
|          | Загалом | Допрацездатний вік | Працездатний вік | Постпрацездатний вік |
| -------- | ------- | ------------------ | ---------------- | -------------------- |
| Чоловіки | 111     | 21                 | 73               | 17                   |
| Жінки    | 113     | 22                 | 54               | 37                   |
| Разом    | 224     | 43                 | 127              | 54                   |